# Bendegó
El meteorito Bendegó (también conocido como Pedra do Bendegó o simplemente Bendengó) es un meteorito que se encuentra en el interior del estado de Bahía, Brasil. Con 5260 kg, es el meteorito metálico más grande que se encuentra en suelo brasileño. Desde 1888, estuvo en exhibición en el Museo Nacional de Quinta da Boa Vista, en Río de Janeiro. El meteorito Bendegó fue encontrado en 1784 por el niño Domingos da Motta Botelho, quien pastaba ganado en una granja cerca de la ciudad actual de Monte Santo, Bahía. En el momento de su hallazgo, era el segundo meteorito más grande del mundo. A juzgar por la capa de cuatro pulgadas de oxidación sobre la que descansó, y la parte perdida de su parte inferior, se estima que habría estado en su lugar durante miles de años.

## Descripción y composición
El meteorito tiene una masa irregular, de 2,20 metros × 1,45 metros × 0,58 metros, que recuerda, en apariencia a un asteroide. Tiene numerosas depresiones en la superficie y orificios cilíndricos orientados en paralelo a su mayor longitud. Estos agujeros se formaron por la quema de la troilita, durante el paso transatmosférico del meteorito, ya que el sulfuro tiene un punto de fusión más bajo que el resto del meteorito, siendo consumido más rápidamente. Es un meteorito metálico, que consiste básicamente de hierro, con los siguientes elementos: 6.6% Ni, 0.47% Co, 0.22% P, y trazas de S y C en cantidades mucho más pequeñas, solo medidas en partes por millón.